# Молинари, Эмилио
Эмилио Молинари (итал. Emilio Molinari; 12 ноября 1939, Милан — 4 июля 2025, Милан) — итальянский политик, активист левых движений, член Европейского парламента (1984—1985) и Сената Италии (1992—1994).

## Биография
С конца 1960-х годов Молинари участвовал в политической деятельности, основав Комитеты единой базы (CUB) на заводе Borletti в Милане. Он был одним из основателей организации Авангардия операиа (Avanguardia Operaia), стремившейся объединить рабочие, студенческие и социальные движения.
В 1978 году он присоединился к партии Пролетарская демократия (Democrazia Proletaria), от которой в 1980 году был избран в Региональный совет Ломбардии.
На выборах в Европейский парламент 1984 года Молинари был избран депутатом от Демократии пролетариата. В парламенте он входил в Комиссию по энергетике, исследованиям и технологиям, а также в делегацию по связям с Японией. В сентябре 1985 года он подал в отставку, уступив место Альберто Триденте, чтобы вновь занять пост регионального советника в Ломбардии.
В 1989 году Молинари покинул Демократию пролетариата и присоединился к партии Verdi Arcobaleno, которая в декабре 1990 года вошла в состав Федерации зелёных.
В 1992 году он был избран сенатором от Ломбардии по списку Зелёных. В Сенате он работал в комиссиях по вопросам юстиции, иностранных дел, труда и социальной защиты.
Молинари активно выступал за сохранение общественного контроля над водоснабжением. В 2010 году он совместно с Клаудио Джампалья опубликовал книгу Salvare l’acqua (Спасти воду), изданную издательством Feltrinelli. Он также активно поддерживал кампанию за голосование «за» на референдуме 2011 года против приватизации водных ресурсов.
Эмилио Молинари скончался 4 июля 2025 года в возрасте 85 лет.